# Ernst Bruun Olsen
 Der er for få eller ingen kildehenvisninger i denne artikel, hvilket er et problem. Du kan hjælpe ved at angive troværdige kilder til de påstande, som fremføres i artiklen.

Ernst Bruun Olsen (12. februar 1923 i Nakskov – 2. januar 2011) var en dansk dramatiker og sceneinstruktør.
Bruun Olsen blev student fra Nakskov Gymnasium i 1941, lærer fra Blågård Seminarium og læste ved Kunsthåndværkerskolen. Han blev elev på Odense Teater, som han var tilknyttet fra 1946 til 1950. Senere var han med i Helsingør-Revyen og tilknyttet Allé-Scenen, men i 1957 valgte han at koncentrere sig om at instruere bl.a. ved Det Kongelige Teater, Betty Nansen Teatret og Det ny Teater. Han er kendt for at have skrevet musicalerne Teenagerlove med musik af Finn Savery og Bal i den borgerlige.
Han var gift med skuespillerkollegerne Ruth Brejnholm og Else Nielsen. Senest med Mette Borg.

## Filmografi
- Ta' Pelle med (1952)
- Husmandstøsen (1952)
- Far til fire i sneen (1954)
- Den sidste vinter (1960)